# 天选
《決戰王妃》是一部CW电视网曾开发的剧集，根据尚未出版的系列小说改编。後來由華納兄弟搶下版權，目前並無消息。

## 制作

### 开发
2012年1月31日CW宣布拍摄拍摄《The Selection》的试播集，2月13日确定试播集将由《绯闻女孩》的试播集导演Mark Piznarski来执导。
2月23日确认Aimee Teegarden将饰演主要角色America Singer。
2月25日确认Ethan Peck将饰演主要角色Prince Maxon。
2月28日确认Sean Patrick Thomas将饰演Sylvan Santos。
3月7日确认Leonor Varela、Martin Donovan和Peta Sergeant将在片中饰演主要角色。
3月13日确认William Moseley和Andrew Elvis Miller将加盟本剧。
3月22日确认试播集已经开始拍摄。
5月11日CW公布正是预订的剧集中没有本剧。
5月17日有消息表示CW仍然没有放弃本剧并打算重新开发，随后原著作者Keira Cass也证实并表示演主人公America的Aimee Teegarden将继续饰演该角色但一些配角将更换演员

### 二次开发
2012年7月30日CW在电视评论家协会夏季媒体见面会上表示生产商和编剧都已归队并重写了剧本，而在2013年1月13日的电视评论家协会冬季媒体见面会上CW表示第二版剧本已经创作好本剧将进入到2013-2014年季度的新剧开发中和其它剧集一同竞争。
1月23日《天选》（The Selection）再次获得试播集预订。数日后Kiera Cass在博客上表示Aimee Teegarden将退出本剧。
2013年5月9日CW宣布放弃该剧集。